# ویندوز سرور ۲۰۰۸ آر۲
ویندوز سرور ۲۰۰۸ آر۲ (به انگلیسی: Windows Server 2008 R2) یک سیستم‌عامل سرور (رایانه) است که توسط شرکت مایکروسافت در تاریخ ۲۲ ژوئیه ۲۰۰۹ معرفی شد سپس در تاریخ ۲۲ اکتبر ۲۰۰۹ در دسترس عمومی قرار گرفت.

## الزامات سیستم رایانه‌ای
الزامات سیستم رایانه‌ای برای ویندوز سرور ۲۰۰۸ آر۲ به شرح زیر است:
پردازنده
- کمترین: ۱٫۴ گیگاهرتز (معماری ایکس۶۴)

حافظه
- کمترین: ۵۱۲ مگابایت حافظه تصادفی (رم)
- بیشترین: ۸ گیگابایت (نسخه پایه)، ۳۲ گیگابایت (نسخه استاندارد)، ۲ ترابایت (نسخه‌های سازمانی، مرکز داده و ایتانیوم)

فضای دیسک
- کمترین: ۱۰ گیگابایت (نسخه پایه)، ۳۲ گیگابایت (نسخه‌های بالاتر از پایه)

نمایش
- سوپر وی‌جی‌ای (۸۰۰×۶۰۰) یا وضوح صفحه نمایش بالاتر